# Scotinotylus evansi
Scotinotylus evansi là một loài nhện trong họ Linyphiidae.
Loài này thuộc chi Scotinotylus. Scotinotylus evansi được Octavius Pickard-Cambridge miêu tả năm 1894.